# Martin Bormann
Martin Ludwig Bormann (Wegeleben, 17 juni 1900 – naar alle waarschijnlijkheid overleden te Berlijn, 2 mei 1945) was een prominente nazi-ambtenaar uit Sachsen-Anhalt. Hij werd het hoofd van de partijkanselarij (Parteikanzlei) en privésecretaris van Adolf Hitler. Hij kreeg het vertrouwen van Hitler en verwierf enorm veel macht binnen het Derde Rijk, doordat hij de controle had over de toegang tot de Führer en door het regelen van de activiteiten van de mensen die het dichtst bij Hitler stonden.
Na zijn verdwijning op 2 mei 1945 was lange tijd onduidelijk of Bormann misschien toch nog leefde, of waar anders zijn lichaam was. Uiteindelijk kon hij toch worden geïdentificeerd aan de hand van gebitsgegevens. Mogelijk heeft hij zelfmoord gepleegd.

## Jeugd, carrière en betrokkenheid bij moordaanslag
Vader Theodor Bormann was trompettist in een regiment en daarna klerk in een postkantoor. Martin beweerde later dat hij "inspecteur van de posterijen" was. Toen Martin drie jaar was, overleed zijn vader. Zijn moeder, Louise Gröbler, hertrouwde met haar zwager, Alfred Bormann, een bankdirecteur. Martin studeerde goed, maar verkoos in 1918 dienst te nemen in het Duitse leger. Als vrijwilliger kreeg hij tijdens de laatste maanden van de Eerste Wereldoorlog een administratieve baan, ver van de gevechten. Na de oorlog sloot hij zich aan bij een extreemrechtse politieke club. Vanaf 1922 was hij lid van het Vrijkorps Rossbach, een extreem nationalistisch en antisemitisch korps, gericht tegen de Weimarrepubliek. Tijdens de Ruhrbezetting werd Leo Schlageter, een lid van het Vrijkorps, door de Franse autoriteiten geëxecuteerd op beschuldiging van sabotage. Martin Bormann, Rudolf Höss, ook lid van het Vrijkorps, en twee anderen verdachten Walter Kadow ervan Schlageter aan de Franse bezettingsautoriteiten in het Ruhrgebied te hebben verraden en besloten deze vermeende verrader te vermoorden. Het staat niet vast of Bormann de moord pleegde of dat Höss het vuile werk alleen opknapte. Alle vier werden ze veroordeeld. Höss kreeg 10 jaar dwangarbeid. Bormann en de anderen werden tot respectievelijk 1, 9,5 en 5,5 jaar gevangenis veroordeeld. Höss kwam na 5 jaar vrij en werd in 1940 commandant van Auschwitz-Birkenau. Bormann zat 1 jaar vast en werd rentmeester van een landgoed in Mecklenburg. Als belangrijke nazi, stelde hij zich later voor als landbouwexpert.
Op 17 februari 1927 werd Bormann lid van de Nationaalsocialistische Duitse Arbeiderspartij (NSDAP) van Adolf Hitler. Hij werkte zich op in de partijhiërarchie en werd in 1928 toegevoegd aan de staf van de Sturmabteilung (SA-stormafdeling). Hij trouwde op 2 september 1929 met de oudste dochter Gerda van Walter Buch. Na de machtsovername in 1933 benoemde Hitler hem tot partijorganisator en schatkistbewaarder. Vanaf 1933 zetelde hij in de Rijksdag.

## Partijsecretaris en secretaris van Hitler
In tegenstelling tot andere nazi's trad Bormann niet op de voorgrond. Hij wachtte geduldig op de volgende promotie. Hij kreeg wel een riant huis op de Obersalzberg, dicht bij Hitler die in de Berghof woonde. Partijorganisator Bormann was in feite secretaris van Rudolf Hess, tweede man in de partij en plaatsvervanger van Hitler. Hij maakte zich onmisbaar voor Hess en eigende zich belangrijke functies toe die eigenlijk aan Hess toekwamen. Penningmeester Bormann wist op allerlei manieren aan geld voor de partij te komen en volgens geruchten eigende hij zich een deel daarvan toe. Bormann versterkte zijn positie na de "vlucht" van Hess naar Groot-Brittannië in 1941. In 1942 ging hij te werk als privésecretaris van Hitler, die een grenzeloos vertrouwen in hem stelde. Zijn grootste kwaliteiten waren zijn fenomenaal geheugen en zijn stiptheid. Hij was vooral een slaafse volgeling van de Führer en in 1943 werd hij partijsecretaris. Na de mislukte aanslag op Hitler door kolonel Claus von Stauffenberg in juli 1944, waarbij een groot aantal Wehrmacht-officieren betrokken was, vertrouwde Hitler het leger niet meer. Hij geloofde enkel nog in de loyaliteit van de SS en van de partij. Bormann, als partijsecretaris de machtigste man binnen de NSDAP, werd nu samen met de Reichsführer-SS Heinrich Himmler een van de machtigste mannen van het Derde Rijk.

## Dood
Bormann keerde op 16 januari 1945 met Hitler terug naar de Führerbunker in Berlijn, toen het Rode Leger de stad naderde. Himmler en Göring lieten Hitler in april 1945 in de steek. Bormann bleef de Führer trouw tot het einde. In zijn testament van 29 april 1945 noemde Hitler Bormann "mijn loyaalste partijgenoot" en stelde hem aan tot testamentair executeur. Otto Günsche, een van Hitlers adjudanten, gaf Erich Kempka, chauffeur van de Führer, opdracht jerrycans met benzine te brengen. Na de zelfmoord van Hitler en Eva Braun hielp Bormann de lichamen mee naar buiten te brengen en ze met benzine te overgieten. In een van zijn zeldzame interviews na de oorlog verklaarde Otto Günsche dat Bormann er niet in slaagde met een stuk papier de benzine te doen ontvlammen. Günsche slaagde er wel in door een brandend vod in de plas te werpen.
Terug in de bunker besloot Bormann, met medeweten van de nieuwe rijkskanselier Goebbels, te onderhandelen met de Sovjettroepen. Na de capitulatie zou hij een pro-Sovjetregering aan de macht helpen en daarin zelf een belangrijke rol spelen. Generaal Hans Krebs legde het plan voor aan de Sovjets, die het afwezen. Op 1 mei 1945 pleegden Goebbels en Krebs zelfmoord.
Op 2 mei 1945 deed Bormann met enkele getrouwen een uitbraakpoging om zich in Flensburg bij de nieuwe president Dönitz te voegen. Via onderaardse riolen bereikten ze de Friedrichstraße. Ze kwamen terecht in een vuurgevecht, waarbij ze in de verwarring elkaar kwijt raakten. Waarschijnlijk kwam Bormann bij een granaatontploffing om het leven. Een van de laatste personen die Bormann toen zag, was Artur Axmann, leider van de Hitlerjugend. Hij verklaarde in Neurenberg dat hij het dode lichaam van Bormann had zien liggen. Erich Kempka (Hitlers chauffeur) verklaarde dat hij Bormann na de ontploffing niet meer had gezien. Hij nam aan dat hij, gezien de aard van de ontploffing, dood was.
Op 1 oktober 1946 veroordeelde de Internationale Militaire Rechtbank in Neurenberg Bormann bij verstek tot de doodstraf. Wekenlang werd Bormann via de Duitse radio opgeroepen om zich te melden bij justitie. Er werd een beloning beloofd aan tipgevers, maar van Bormann ontbrak nog steeds elk spoor.
Sommigen meenden dat Bormann via Italië naar Zuid-Amerika was uitgeweken. Anderen dachten dat hij door de Sovjets als gevangene naar Moskou was overgebracht. Volgens nog anderen verbleef hij in de VS of in Groot-Brittannië. 
Op 8 december 1972 werden tijdens werkzaamheden bij de Berlijnse Tiergarten twee stoffelijke overschotten aangetroffen. Een tandarts identificeerde Bormann aan de hand van oude gebitfoto's. Het andere lichaam zou toebehoren aan Dr. Ludwig Stumpfegger, Hitlers lijfarts. Resten van cyaankalicapsules wezen op eventuele zelfmoord om niet in handen van de Geallieerden te vallen. Een tweede onderzoek in 1998 bevestigde dat het gevonden stoffelijk overschot dat van Bormann was. Op verzoek van de familie werden de stoffelijke resten gecremeerd en verstrooid.

## Carrière
Bormann bekleedde verschillende rangen in zowel de Allgemeine-SS als NSDAP. De volgende tabel laat zien dat de bevorderingen niet synchroon liepen.
| Datum            | Deutsche Heer      | Sturmabteilung      | Allgemeine-SS        | NSDAP                  | Kabinet-Hitler                                |
| ---------------- | ------------------ | ------------------- | -------------------- | ---------------------- | --------------------------------------------- |
| Eind 1917        | Kriegsfreiwilliger | —                   | —                    | —                      | —                                             |
| juni 1918        | Kanonier           | —                   | —                    | —                      | —                                             |
| 18 december 1931 | —                  | SA-Standartenführer | —                    | —                      | —                                             |
| 10 oktober 1933  | —                  | —                   | —                    | Reichsleiter der NSDAP | —                                             |
| 30 januari 1937  | —                  | —                   | SS-Gruppenführer     | —                      | —                                             |
| 20 april 1940    | —                  | —                   | SS-Obergruppenführer | —                      | —                                             |
| 29 mei 1941      | —                  | —                   | —                    | —                      | Reichsminister (minister zonder portefeuille) |

## Decoraties
Selectie:
- Frontbann Badge in 1932[5]
- Gouden Ereteken van de NSDAP[7] in 1934[5][8]
- Duits Olympisch Ereteken, 1ste klasse in 1936[5][8]
- Ehrenwinkel der Alten Kämpfer[8]
- SS-Ehrenring[7] op 1 december 1937[8]
- Ehrendegen des Reichsführers-SS[7] op 1 december 1937[8]
- Bloedorde[7] op 5 september[5] 1938[8]
- Orde van de Italiaanse Kroon[5][8]
  - Grootkruis[5]
  - Grootofficier[5]
- Dienstonderscheiding van de NSDAP in brons en zilver[5][8]
- Grootkruis in de Orde van de Juk en de Pijlen (Spanje) in 1943[5]
- Orde van Verdienste (Hongarije), 1e Klasse[5]
- Grootkruis in de Orde van de Romeinse Adelaar (Italië)[5]